# کرکل
شهر کرکل (به رومانیایی: Caracal, Romania) در شهرستان اول در کشور رومانی واقع شده‌است. جمعیت این شهر ۳۴٬۶۰۳ نفر  است.